# Моруц (Муреш)
Моруц (рум. Moruț) — село у повіті Муреш в Румунії. Адміністративно підпорядковане місту Сермашу.
Село розташоване на відстані 295 км на північний захід від Бухареста, 35 км на північний захід від Тиргу-Муреша, 45 км на схід від Клуж-Напоки.

## Населення
За даними перепису населення 2002 року у селі проживали 106 осіб.
Національний склад населення села:
| Національність | Кількість осіб | Відсоток |
| -------------- | -------------- | -------- |
| угорці         | 62             | 58,5%    |
| румуни         | 44             | 41,5%    |

Рідною мовою назвали:
| Мова      | Кількість осіб | Відсоток |
| --------- | -------------- | -------- |
| угорська  | 61             | 57,5%    |
| румунська | 45             | 42,5%    |